# Sormano
Sormano (lombardul: Surman) település Olaszországban, Lombardia régióban, Como megyében. Lakosainak száma 648 fő (2023. január 1.). Sormano Asso, Bellagio, Caglio, Lasnigo, Magreglio, Nesso, Zelbio és Barni községekkel határos.

## Népesség
A település lakossága az elmúlt években az alábbi módon változott:
| Lakosok száma | 638  | 631  | 648  |
|               | 2017 | 2018 | 2023 |